# Rörtjärnen, Hälsingland
Rörtjärnen är en sjö i Härjedalens kommun i Hälsingland och ingår i Ljusnans huvudavrinningsområde.